# Dommage que tu sois une canaille
Pour plus de détails, voir Fiche technique et Distribution.
Dommage que tu sois une canaille (Peccato che sia una canaglia) est un film italien réalisé par Alessandro Blasetti, sorti en 1955. 

## Synopsis
Paolo, jeune chauffeur de taxi honnête et sans famille, manque de se faire voler son taxi par deux jeunes vauriens qu'il mène à la mer. Il se rend compte que Lina, la jeune fille qui détournait son attention, est sans doute leur complice. Il la retrouve, veut la dénoncer ainsi que son père et leurs acolytes, mais progressivement tombe amoureux. 
Comédie charmante et vive bâtie sur l'opposition entre la candeur de Marcello Mastroianni et la rouerie de Sophia Loren, arbitrée par l'autorité de Vittorio De Sica.
Deux ans plus tard en 1956, Alessandro Blasetti reprend ce trio dans la Chance d'être femme, Charles Boyer y remplaçant De Sica.

## Fiche technique
- Titre du film : Dommage que tu sois une canaille
- Titre original : Peccato che sia una canaglia
- Titre anglais: Too bad she's bad[1]
- Réalisation : Alessandro Blasetti
- Scénario : Suso Cecchi D'Amico, Alessandro Blasetti, Ennio Flaiano et Sandro Continenza d'après l'histoire Il fanatico d'Alberto Moravia
- Photographie : Aldo Giordani (it)
- Montage : Mario Serandrei
- Musique : Alessandro Cicognini
- Décors : Mario Chiari et Mario Garbuglia
- Ensemblier : Aurelio Crugnola (it)
- Création des costumes : Maria De Matteis
- Société de production et de distribution : Documento Film
- Pays d'origine :  Italie
- Durée : 95 minutes
- Genre : Comédie
- Format : Noir et blanc - 35 mm - 1,66:1 - Son : mono (Western Electric Recording)
- Dates de sortie : Italie, 4 février 1955 ; France, 22 juin 1955

## Distribution
- Vittorio De Sica : Vittorio Stroppiani
- Sophia Loren : Lina Stroppiani
- Marcello Mastroianni : Paolo Silvestrelli
- Giorgio Sanna : Peppino
- Michael Simone : Toto
- Margherita Bagni : Elsa
- Wanda Benedetti (it) : Valeria
- Maria Britneva : le touriste anglais
- Manlio Busoni (it) : le fonctionnaire
- Giulio Calì : le veilleur de nuit
- Pietro Carloni : le monsieur intrigant
- Memmo Carotenuto : Cesare, le chauffeur de taxi
- Marga Cella (it) : le propriétaire du bar
- Pasquale Cennamo : le maréchal
- Franco Fantasia : le radiologue
- Giulio Calì : le veilleur de nuit

## Appréciation critique
« Tourné en 1955, ce film d'Alessandro Blasetti ouvre au cinéma italien les portes d'un univers en devenir. Une nouvelle génération de metteurs en scène va dès lors s'engouffrer dans une aventure qui marquera le cinéma mondial. Cette comédie, inspirée d'un livre de Moravia, a l'immense avantage de jeter Sophia Loren dans les bras de Marcello Mastroianni sous l'œil de Vittorio De Sica. »

— L'Humanité.fr, 1997